# Joseph Heinrich von Schomacker
Joseph Heinrich von Schomacker (russisch Иосиф Андреевич Шомакер, transkribiert Iossif Andrejewitsch Schomaker; * 31. Mai 1859 in Dünamünde bei Riga, Russisches Kaiserreich; † 17. Juli 1931 in Kötzschenbroda, Deutsches Reich) war ein deutsch-russischer Arzt, Segler und Olympiamedaillengewinner.

## Leben
Schomacker studierte von 1878 bis 1886 an der Kaiserlichen Universität Dorpat. Er gewann bei den Olympischen Spielen 1912 mit dem russischen Team Gallia II (u. a. Alexander Diomidowitsch Rodionow) die Bronzemedaille im Segeln in der 10-Meter-Klasse. Eigentümer der Yacht war Alexander Wyschnegradsky, der Vater des russischen Komponisten Iwan Wyschnegradsky.
Nach dem Umzug nach Sachsen bekam er die Staatsangehörigkeit des Deutschen Reiches zuerkannt. Zum Zeitpunkt seines Ablebens war er mit einer geborenen von Mickwitz verheiratet und lebte im Rentnerheim Niederlößnitz (Borstraße 9 in Kötzschenbroda-Niederlößnitz, heute Radebeul).